# Annika Vigren
Annika Vigren, född 1964, är en svensk volleybollspelare. Hon spelade 85 landskamper i inomhusvolleyboll, vilket gör henne till en av svensk damvolleybolls mer meriterade spelare. Med Sollentuna VK blev hon svensk mästare fem gånger.